# Yvon Belaval
Yvon Belaval (Sète, 1908-1988) fue un filósofo francés del siglo XX y un historiador de la filosofía especializado en la época moderna. 

## Trayectoria
Yvon Belaval tuvo oficios dispares, como marino o controlador de aduanas, antes de lograr la agregación de filosofía, en 1941. Estuvo en el C.N.R.S. entre 1951 y 1955. Se doctoró en letras, con su texto Leibniz critique de Descartes (1960). Había sido profesor de instituto en Mansy y en Lakanal; luego, enseñó en las Universidades de Estrasburgo y Lille, y más tarde en París, en la Sorbona, desde 1965. 
Alcanzó los cargos de secretario general del Institut International de Philosophie, y de vicepresidente de la Leibniz-Gesellschaft, la más importante sociedad centrada en el pensador alemán.

## Trabajos
Belaval fue un escritor-filósofo, con alta calidad expositiva y con dedicaciones iniciales a campos fronterizos. En su primer libro, Le Souci de sincérité, por ejemplo, propone que se deje la sinceridad en beneficio de la búsqueda de la franqueza, lo que supone adentrarse en el territorio de la expresión. Esta apertura a varios campos, su amplitud de miras, no deja de estar relacionada con su tardía dedicación a historiador de la filosofía moderna.
Tampoco extraña que su libertad le condujese a escribir una bien valorada monografía sobre el mundo paradójico de Diderot, en 1950 (L'esthétique sans paradoxe de Diderot) y otros textos sobre este pensador, de quien había editado Jacques le Fataliste, como se ve hoy en los recuperados Études sur Diderot, 2003
Fue Belaval, sobre todo, un especialista de Leibniz muy destacado, reconocido en Alemania y admirado en su país por su claridad y hondura. Estudió su influjo en Voltaire, Diderot, y Hegel, pero sus trabajos no se encierran académicamente en ese autor. Opone la coherencia del mundo leibniziano, reglado par la finalidad, al cartesianismo que interrumpe sin cesar toda posible continuidad. Belaval subraya la superioridad científica de aquel, y considera su metafísica como la base del pensamiento alemán.
Dirigió los volúmenes II y III de la Histoire de la philosophie, en la famosa Encyclopédie de la Pléiade.

## Obras
- Le Souci de sincérité, Gallimard, 1944
- La rencontre avec Max Jacob, Charlot, 1946, ISBN 978-2-7116-0062-5
- La recherche de la poésie, Gallimard, 1947
- L'esthétique sans paradoxe de Diderot, Gallimard, 1950
- Les philosophes et leur langage, Gallimard, 1952
- Les conduites d'échec, 1953
- Leibniz, critique de Descartes, Gallimard, 1960
- Leibniz, initiation à sa philosophie, Vrin, 1961
- Remarques, Gallimard, 1962
- Poèmes d'aujourd'hui, Gallimard, 1964
- Nathalie Sarraute, Gallimard, 1965
- Choderlos de Laclos, Seghers, 1972
- L'avenir perdu, Seuil, 1975
- Études leibniziennes. De Leibniz à Hegel, Gallimard, 1976, iniciación a Leibniz y recopilación de artículos de varios años sobre su influjo.
- Études sur Diderot, París, PUF, «Pratiques théoriques», 2003.